# (14015) Senancour
(14015) Senancour est un astéroïde de la ceinture principale.

## Description
(14015) Senancour est un astéroïde de la ceinture principale. Il fut découvert le 16 janvier 1994 à Caussols par Eric Walter Elst et Christian Pollas. Il fut nommé en honneur de Étienne Pivert de Senancour. Il présente une orbite caractérisée par un demi-grand axe de 3,15 UA, une excentricité de 0,09 et une inclinaison de 6,0° par rapport à l'écliptique.

## Compléments